# إلوين موريس
إلوين موريس هو لاعب هوكي الجليد كندي، ولد في 3 يناير 1921 في تورونتو في كندا، وتوفي في 6 فبراير 2000.

## وصلات خارجية
- إلوين موريس على موقع دوري الهوكي الوطني (الإنجليزية)
- إلوين موريس على موقع EliteProspects.com (الإنجليزية)
- إلوين موريس على موقع HockeyDB.com (الإنجليزية)
- إلوين موريس على موقع Hockey-Reference.com (الإنجليزية)